# 尼普利湖
58°02′02″N 26°29′53″E / 58.03389°N 26.49806°E
尼普利湖，是愛沙尼亞的湖泊，位於該國東南部，由瓦爾加縣負責管轄，面積0.28平方公里，海拔高度126米，該湖泊平均水深4.6米，最大水深6米。